# Paul Power
Paul Power (1953. október 30. –) angol labdarúgó, pályafutása során csak a Manchester Cityben és az Evertonban játszott.

## Sikerei, díjai
Manchester City
- Az év játékosa: 1981, 1985